# 이시직공 정려각
이시직공정려각(李時稷公旌閭閣)은 대전광역시 대덕구 송촌동에 있는 조선시대의 정려각이다. 1994년 6월 7일 대전광역시의 문화재자료 제36호로 지정되었다.

## 개요
조선 중기 문신인 죽창 이시직(1572∼1637)의 충절과 공덕을 기리기 위해 세운 정려각이다.
이시직은 인조 2년(1624) 문과에 급제하여, 같은 해 이괄의 난이 터지자 인조임금을 모시고 공주까지 수행하였다. 그 뒤 성균관전적, 사헌부장령, 봉상시정 등의 벼슬을 지냈다. 인조 13년(1636) 병자호란이 일어나자 강화로 들어갔다가 강화가 함락되자 하인에게 자기를 매장하도록 부탁한 후 목을 매어 자결했다. 후에 이조판서에 추증되었으며, 나라에서 ‘충목(忠穆)’이라는 시호를 내렸다.
앞면 1칸·옆면 1칸 규모이며, 지붕은 옆에서 볼 때 여덟 팔(八)자 모양인 팔작지붕이다. 정려각 4면에는 화살 모양의 홍살을 돌렸고, 안에는 이시직의 공덕이 적힌 현판과 건물을 수리한 기록이 걸려 있다.

## 같이 보기
- 이시직

## 참고 자료
- 이시직공정려각 - 국가유산청 국가유산포털